# Hồ Cẩm Đào
Hồ Cẩm Đào (giản thể: 胡锦涛; phồn thể: 胡錦濤; bính âm: Hú Jǐntāo) (sinh ngày 21 tháng 12 năm 1942) là một cựu chính trị gia Trung Quốc. Ông nguyên là Tổng Bí thư Đảng Cộng sản Trung Quốc khóa 16-17, Chủ tịch nước Cộng hòa Nhân dân Trung Hoa và Ủy viên Ban Thường vụ Bộ Chính trị Trung ương Đảng Cộng sản Trung Quốc, và là người kế nhiệm Giang Trạch Dân trong thế hệ lãnh đạo thứ tư của Cộng hòa Nhân dân Trung Hoa. Ông là người tiếp tục chính sách cải cách kinh tế của ông Đặng Tiểu Bình và có tư tưởng ôn hòa về kiểm duyệt báo chí.

## Tiểu sử
Ông sinh ra và lớn lên tại Thái Châu, Giang Tô, quê gốc ở Tích Khê, An Huy, trong một gia đình kinh doanh. Cha ông là Hồ Tăng Ngọc. Ông học phổ thông ở Thái Châu, mùa hè năm 1959, thi đỗ vào khoa Thủy lợi của Đại học Thanh Hoa. Trong quá trình học tập tại đại học, Hồ Cẩm Đào được đánh giá là sinh viên xuất sắc, năm 1962 ông được chọn vào lớp bồi dưỡng tài năng, tham gia nghiên cứu công trình mang số hiệu 930, một công trình quan trọng của nhà nước Trung Quốc lúc bấy giờ.
Tháng 4 năm 1964 ông được kết nạp vào Đảng Cộng sản Trung Quốc, tháng 7 năm 1965 tốt nghiệp đại học loại ưu. Trong quá trình học đại học ông còn là thành viên đội múa của trường Thanh Hoa. Ông đã từng diễn rất nhiều vở như Châu Phi đang gào thét, Quét sạch, En-đốt. Trong thời gian học đại học ông đã gặp và yêu Lưu Vĩnh Thanh, bạn học cùng lớp, sau này là vợ ông.

## Sự nghiệp chính trị
Hồ Cẩm Đào bắt đầu sự nghiệp ở Cam Túc, cơ quan đầu tiên của ông là Ủy ban Xây dựng tỉnh Cam Túc nay là Sở Xây dựng tỉnh Cam Túc. Và cất cánh từ đây để bay tới đỉnh cao chính trị tại Bắc Kinh.
- 1980: Giữ chức phó chủ nhiệm Ủy ban xây dựng tỉnh Cam Túc. Một thời gian ngắn sau, cũng trong năm này ông được bầu giữ chức Bí thư Tỉnh đoàn Cam Túc (bí thư tỉnh đoàn trẻ nhất Trung Quốc khi đó).
- 1983: Giữ chức Bí thư thứ hai Trung ương Đoàn thanh niên.
- 1984: Được bầu là Bí thư thứ nhất Trung ương Đoàn thay cho Vương Triệu Quốc.
- Tháng 7 năm 1985: Giữ chức bí thư tỉnh ủy Quý Châu, bí thư tỉnh ủy trẻ nhất Trung Quốc khi đó (43 tuổi). Tại Quý Châu ông đã có những thúc đẩy lớn trong việc cải cách việc đưa tin của ngành báo chí.
- Năm 1987: Khi Quý Châu bầu đại biểu dự đại hội XIII Đảng cộng sản Trung Quốc Hồ Cẩm Đào được bầu với số phiếu cao nhất.
- Cuối năm 1988: Được Bộ Chính trị giao giữ chức bí thư đảng ủy khu tự trị Tây Tạng khi Tây Tạng đang xảy ra hỗn loạn.
- Năm 1992: Tại Đại hội XIV Đảng Cộng sản Trung Quốc được bầu là ủy viên thường vụ bộ chính trị.
- Năm 1993: Là ủy viên thường vụ Bộ Chính trị phụ trách công tác đảng, giữ chức hiệu trưởng trường Đảng Trung ương.
- Tháng 3 năm 1998: Tại kì họp thứ nhất Đại hội đại biểu nhân dân toàn quốc khóa IX được bầu làm Phó Chủ tịch nước Cộng hòa nhân dân Trung Hoa.
- Năm 1999: Hội nghị Trung ương 4 Khóa XV Đảng Cộng sản Trung Quốc bầu Hồ Cẩm Đào giữ chức Phó Chủ tịch Quân ủy Trung ương.
- Ngày 15 tháng 11 năm 2002: Tại Đại lễ đường nhân dân Trung Hoa, sau hội nghị Trung ương lần thứ nhất khóa XVI, Hồ Cẩm Đào được bầu giữ chức Tổng bí thư Đảng Cộng sản Trung Quốc.
- Năm 2003: Được bầu giữ chức Chủ tịch nước Cộng hòa nhân dân Trung Hoa.
- Năm 2004: Kế nhiệm Giang Trạch Dân giữ chức Chủ tịch Quân ủy Trung ương. Sự kiện này đánh dấu Hồ Cẩm Đào cùng 8 ủy viên thường vụ Bộ chính trị khác là: Ôn Gia Bảo, Tăng Khánh Hồng, Giả Khánh Lâm, Ngô Bang Quốc, Hoàng Cúc, Ngô Quan Chính, Lý Trường Xuân, La Cán chính thức lãnh đạo toàn cục chính trường Trung Quốc, kết thúc thời kì của Giang Trạch Dân, Lý Bằng và Chu Dung Cơ.
- Năm 2013: Về hưu, chuyển giao quyền lãnh đạo cho Tập Cận Bình.

## Những thách thức trong thời kỳ "chính trị Hồ và kinh tế Ôn"
Hồ Cẩm Đào và Ôn Gia Bảo đều là những người ôn hòa, xuất thân từ sa mạc Gobi gian khổ của vùng Cam Túc và là những cán bộ khoa học của ngành kĩ thuật. Hai ông cùng chèo lái đất nước Trung Quốc trong một thời vận mới, thời vận Trung Quốc tiến lên công nghiệp và sự cạnh tranh, đối đầu đang ngày càng gia tăng từ nhiều phía.
- Về kinh tế: Vấn đề tam nông đang trở nên gay gắt hơn lúc nào hết, khi mà khoảng cách giàu nghèo giữa nông thôn và thành thị gia tăng mạnh. Việc Trung Quốc đăng cai Thế vận hội 2008 là cơ hội phát triển nhưng sự phát triển quá nóng của nền kinh tế cũng dễ đưa Trung Quốc vào một cuộc khủng hoảng có thể sẽ tồi tệ hơn khủng hoảng tài chính năm 1997.
- Về chính trị: Trung Quốc liên tục có những sự căng thẳng trong tranh chấp lãnh thổ với Việt Nam, Nhật Bản, Philippines, Malaysia, Ấn Độ, Hàn Quốc. Vấn đề Đài Loan cũng là thách thức lớn cho bản thân Hồ Cẩm Đào, bên cạnh đó là vấn đề "một nước hai chế độ" của Hồng Kông và Ma Cao, một vấn đề không hề đơn giản cho sự thống nhất trong quyết sách lãnh đạo của Trung Quốc.

## Hai vụ bạo động

### Bạo động Tân Cương 2009

Hồ Cẩm Đào trong áo dài truyền thống của Việt Nam tại APEC

Ngày 25 tháng 8 năm 2009, Hồ Cẩm Đào lần đầu tiên đến viếng thăm Tân Cương sau vụ bạo động chủng tộc đẫm máu vào tháng 7/2009, ra lệnh cho các giới chức chính quyền địa phương và lực lượng an ninh phải chú trọng vào việc duy trì an ninh trật tự và ổn định xã hội trong vùng và cảnh cáo rằng thành phần đòi ly khai "thế nào cũng thất bại". Đài truyền hình trung ương nhà nước Trung Quốc chiếu hình ảnh Hồ Cẩm Đào gặp gỡ đại diện các sắc tộc và dân chúng địa phương, viếng thăm nhà máy và nói chuyện với binh sĩ. Hồ Cẩm Đào ra lệnh cho giới hữu trách phải "coi việc giữ gìn ổn định xã hội là ưu tiên hàng đầu và duy trì sức mạnh để bảo đảm thắng lợi trong cuộc đấu tranh duy trì ổn định ở Tân Cương". Hồ Cẩm Đào cũng nói chuyện với một nhóm binh sĩ và công an từng tham dự trấn áp vụ bạo loạn. Theo phương Tây thì gần 200 người thiệt mạng và 1.700 người khác bị thương trong vụ bạo loạn. Cuộc biến động này đánh dấu bạo loạn chủng tộc trầm trọng nhất ở Trung Quốc từ nhiều thập niên qua, cho thấy có sự bất mãn sâu xa trong thành phần dân thiểu số Duy Ngô Nhĩ và sự hận thù trong giới dân gốc Hán. Bạo động xảy ra ngày 5 tháng 7 năm 2009 sau khi công an ngăn chặn một cuộc biểu tình ôn hòa của giới trẻ Duy Ngô Nhĩ, khiến đám đông nổi giận, đập phá cửa tiệm, đốt xe và tấn công người gốc Hán. Hai ngày sau đó, người Hán mở ra các cuộc tấn công trả thù nhắm vào nơi sinh sống của cộng đồng Duy Ngô Nhĩ. Người Duy Ngô Nhĩ tại Tân Cương từ lâu nay vẫn than phiền là bị người Hán kỳ thị và gạt ra ngoài sự phát triển kinh tế ở vùng này khi người Hán di cư ồ ạt kéo tới nơi vẫn là khu vực sinh sống bao đời của họ.

## Gia đình
Cha Hồ Cẩm Đào là Hồ Tăng Ngọc, mẹ là Lý Văn Đoan, bà qua đời khi Hồ Cẩm Đào mới 7 tuổi. Ông là con trai một trong gia đình, ông có hai em gái là Hồ Cẩm Dung và Hồ Cẩm Lai.
Phu nhân Hồ Cẩm Đào là Lưu Vĩnh Thanh, họ có một con trai Hồ Hải Phong, và một con gái là Hồ Hải Thanh.
Hồ Hải Phong tốt nghiệp đại học Thanh Hoa với bằng thạc sĩ vật lý chế tạo, được nhận ngay vào làm phụ tá cho tổng giám đốc công ty Nuctech (Công ty Công nghệ Hạt nhân) và sau đó làm Bí thư Đảng bộ của tập đoàn Thanh Hoa. Năm 2009, Công ty Nuctech bị điều tra về tham nhũng tại Namibia và bị cáo buộc có hành vi 'phá giá phi pháp' ở Anh Quốc.. Hiện nay ông Phong đang giữ chức Thị trưởng Thành phố Gia Hưng, tỉnh Chiết Giang.